# Hemicyclaspis

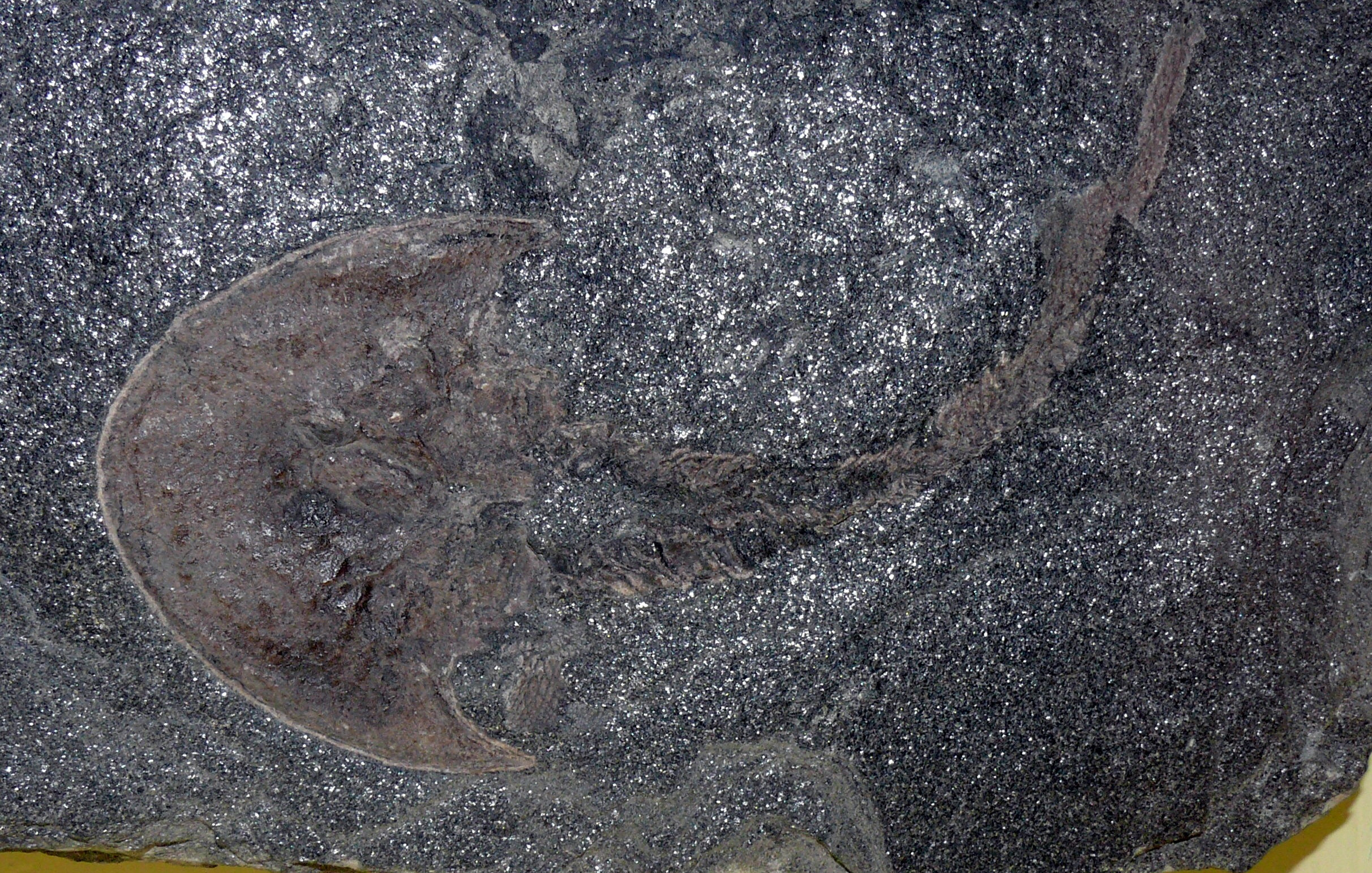
Fósil del Devónico.

Hemicyclaspis es un género de peces agnatos muy primitivos que poblaron el mar desde finales del Silúrico y principios del Devónico, hace unos 420 millones de años. El nombre significa 'escudo semicircular', por la forma de su cabeza. Habitó, probablemente, en agua dulce.

## Descripción
Hemicyclapsis tenía una longitud total de apenas 12-13 cm, con un cuerpo bajo y aplanado, lo que indica que era un morador de los fondos marinos.
En el extremo frontal presentaba un escudo cefálico óseo semicircular, con una boca a modo de ventosa en la parte inferior para recoger pequeñas partículas de alimento en el fango y la arena. Tenía dos ojos muy juntos en la parte superior de la cabeza y los «cuernos» en forma de aleta, que se proyectaban hacia atrás parte desde cada lado de la parte principal de la cabeza. La parte principal del cuerpo estaba envuelta por secciones o segmentos de placas óseas estrechas y curvadas, que podían moverse una respecto a la otra. El extremo caudal se estrechaba hasta un punto donde se expandía por debajo en una aleta que funcionaba como cola.
Una proyección rígida a modo de aleta sobre el dorso daba a Hemicyclapsis una cierta estabilidad al mover su cuerpo de un lado a otro, como los peces actuales, en una combinación de serpenteo y natación, para hurgar en los lechos fluviales o lacustres y ocasionalmente para levantarse un poco por encima de ellos.

## Hábitat y distribución
Su dieta era de partículas comestibles en el lecho marino. Se han encontrado fósiles en Europa (Inglaterra), Asia, Canadá oriental y el este de Estados Unidos.

## Los primeros peces

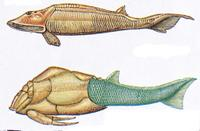
Ostracodermo Hemicyclaspis (superior) y placodermo Pterichthyodes (inferior).

El pez más antiguo del Ordovícico Superior se parecía a sus equivalentes modernos en su forma general, pero no tenía en los costados del cuerpo las aletas pares (aletas pectorales y pélvicas) que los peces modernos ajustan para tener maniobrabilidad; tampoco poseía verdaderas mandíbulas. Estos primeros peces se denominan agnatos, que significa "sin mandíbulas". Tenían una boca adaptada para aspirar o para raspar, que podía ser redondeada o en forma de hendidura. Existían diversos grupos principales y especies de muchas formas distintas. La mayoría eran más pequeños que una mano humana. Además, la mayoría de los tipos tenían placas óseas en la piel, como medida de protección frente a los poderosos cazadores de la época, como los escorpiones de mar. Esta característica les ha valido el nombre genérico de ostracodermos, es decir, "piel ósea".